# Monarquias na África
Existem atualmente mais de 10 milhares de monarquias na África. Na realidade, ou nominalmente, são estados autônomos, territórios, nações, seções e cidades no continente africano onde o poder supremo reside com um indivíduo, que é reconhecido como o chefe de estado ou soberano local. Todas são semelhantes no que se refere à soberania ou ao cargo de soberano, geralmente mantendo até a morte ou abdicação a posição reinante. No entanto, apenas três dessas monarquias são soberanas, enquanto as restantes são monarquias subnacionais. Das primeiras, duas são monarquias constitucionais, nas quais o soberano é limitado pelas leis e costumes, no exercício das suas competências, e uma é monarquia absoluta, onde os poderes soberanos são ilimitados. Atualmente, essas três monarquias são estados independentes, enquanto as demais são dependências de monarquias europeias. Aquelas que são monarquias subnacionais, na natureza não são soberanas, e existem em grandes associações políticas.

## Algumas monarquias contemporâneas de África
| Estado                                                    | Dependência                      | Sucessão                | Monarca                   | Reinado desde                  | Herdeiro aparente                           |
| --------------------------------------------------------- | -------------------------------- | ----------------------- | ------------------------- | ------------------------------ | ------------------------------------------- |
| Lesoto                                                    | Reino; constitucional            | Eletivo                 | Letsie III                | 12 de Novembro de 1990         | Lerotholi Seeiso                            |
| Marrocos                                                  | Reino constitucional             | Primogenitura Agnática  | Maomé VI                  | 23 de Julho de 1999            | Mulei Haçane, Príncipe Herdeiro de Marrocos |
| Essuatíni                                                 | Reino absoluto                   | Eletivo                 | Mswati III                | 25 de Abril de 1986            | Nenhum                                      |
| Território                                                | Tipo                             | Sucessão                | Monarca                   | Reinado desde                  | Herdeiro aparente                           |
| Ilhas Canárias · (Reino da Espanha)                       | comunidades autónomas            | Primogenitura cognata   | Felipe VI                 | 22 de Novembro de 1975         | Leonor, Princesa das Astúrias               |
| Ceuta · (Reino da Espanha)                                | comunidades autónomas            | Primogenitura cognata   | Felipe VI                 | 22 de Novembro de 1975         | Leonor, Princesa das Astúrias               |
| Melilla · (Reino da Espanha)                              | comunidades autónomas            | Primogenitura cognata   | Felipe VI                 | 22 de Novembro de 1975         | Leonor, Princesa das Astúrias               |
| Santa Helena, Ascensão e Tristão da Cunha · (Reino Unido) | Território ultramarino britânico | primogenitura masculina | Charles III               | 8 de setembro de 2022          | Guilherme, Príncipe de Gales                |
| Nação                                                     | Tipo                             | Successão               | Monarca                   | Reinado desde                  | Herdeiro aparente                           |
| Ashanti (Gana)                                            | Monarquia subnacional            | Eletivo                 | Otumfuo Nana Osei Tutu II | 26 de Abril de 1999            | Desconhecido                                |
| Barotseland (Zâmbia)                                      | Monarquia subnacional            | Primogenitura cognata   | Lubosi II                 | Outubro de 2000                |                                             |
| Buganda (Uganda)                                          | Monarquia subnacional            | Eletivo                 | Muwenda Mutebi II         | 31 de Julho de 1993            | Desconhecido                                |
| Bunyoro (Uganda)                                          | Monarquia subnacional            |                         | Solomon Iguru I           | 1994                           | David Mpuga                                 |
| Busoga (Uganda)                                           | Monarquia subnacional            | Eletivo                 | TBA                       |                                | Desconhecido                                |
| Godenu (Gana)                                             | Monarquia subnacional            | Primogenitura cognata   | Osei III                  | 2002                           |                                             |
| Kano (Nigéria)                                            | Monarquia subnacional            | Primogenitura cognata   | Ado Bayero                | Outubro de 1963                |                                             |
| Mbata / Zombo / Bambata (Angola)                          | Monarquia subnacional            | Primogenitura cognata   | Makitu III                | Julho de 2023                  |                                             |
| Kanongesha-Lunda (Angola, Congo-Kinshasa, e Zâmbia)       | Monarquia subnacional            | Primogenitura cognata   | Mbumb II Muteb            | 1997                           |                                             |
| Rwenzururu (Uganda)                                       | Monarquia subnacional            | Primogenitura cognata   | Charles Mumbere           | 1999                           |                                             |
| Reino de Toro (Uganda)                                    | Monarquia subnacional            | Primogenitura cognata   | Rukidi IV                 | 5 de Setembro de 1995          | TBA                                         |
| Zululândia (África do Sul)                                | Monarquia subnacional            | Primogenitura cognata   | Vago                      | Vago desde 12 de março de 2021 | Misuzulu Zulu                               |

Monarcas africanos
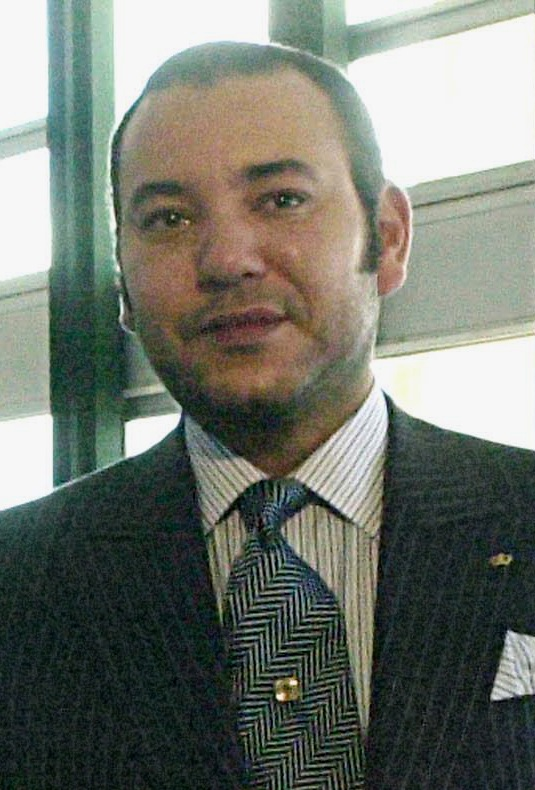
Mohammed VI, Rei de Marrocos
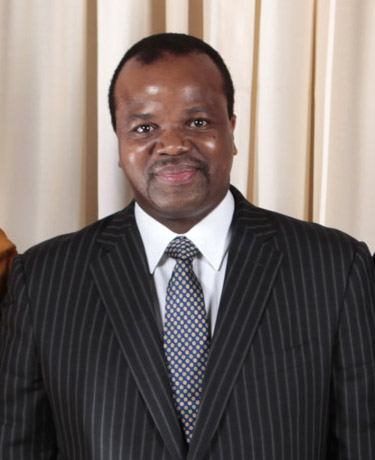
Mswati III da Suazilândia
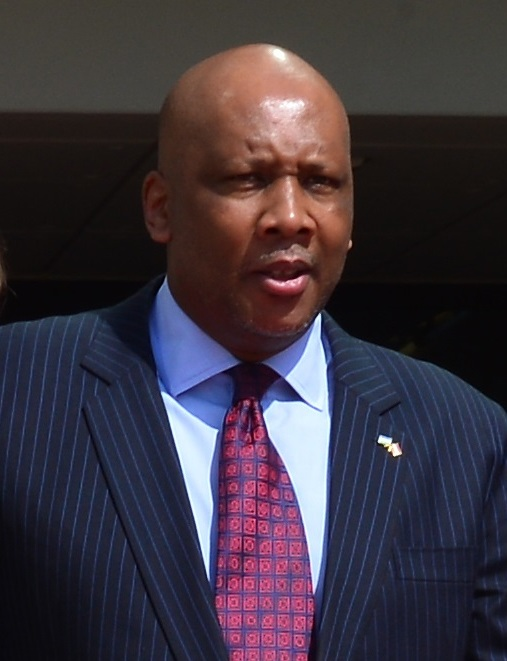
Letsie III do Lesoto

## Ex-Reinos da Commonwealth
- Gâmbia (abolido 1970)
- Gana (abolido 1960)
- Quénia (abolido 1964)
- Malawi (abolido 1966)
- Maurícia (abolido 1992)
- Federação da Nigéria (abolido 1963)
- Serra Leoa (abolido 1971)
- África do Sul (abolido 1961)
- Tanganica (abolido 1962)
- Uganda (abolido 1963)

## Antigas monarquias

### África pré-colonial
- Idade do Ferro impérios da África do Norte
- Medieval (século VIII ao XIII) impérios islâmicos (califados) no Norte de África
- O medieval reino do Sahel
- O império da Etiópia é notável como um império na existência contínua dos séculos
XIII a XX, que não sucumbiu às conquistas islâmicas nem ao colonialismo europeu.
- impérios do "período de transição" dos séculos XV a XIX.
  - Sultanatos islâmicos do Sudão e o Corno de África
  - Reinos de África Ocidental sucedendo os reinos do Sahel
  - Reinos da África Central e Austral, como o Reino do Kongo e o Império Mutapa.

### Século XX
- Ankole (Uganda) (abolido 1967)
- Burundi Burundi (Reino do) (abolido 1966)
- República Centro-Africana Império Centro-Africano (abolido 1979)
- Estado Livre do Congo (anexada pela Bélgica, 1908)
- Egito (Reino do) (abolido 1953)
- Etiópia Império da Etiópia (abolido 1975)
- Líbia (Reino da) (abolido 1969)
- Rodésia (não reconhecido; abolido 1970)
- Ruanda Ruanda (Reino do) (abolido 1961)
- Tunísia Tunísia (Reino da) (abolido 1957)
- Zanzibar Sultanato de Zanzibar (abolido 1964)